# Pictures (Katie Melua)
Pictures è il terzo album della cantante georgiana-inglese Katie Melua, pubblicato nel 2007.
Pictures, è stato pubblicato il 1º ottobre 2007; il primo singolo s'intitola If You Were A Sailboat.
L'edizione dell'album disponibile su iTunes Store include anche la bonus track Under the Cherry Moon.
Questo è quanto l'autrice dice su questo album:
E ancora:

## Tracce
1. Mary Pickford (Used to Eat Roses) – 3:12 (Mike Batt)
2. All in My Head – 4:03 (Katie Melua, Mike Batt)
3. If the Lights Go Out – 3:14 (Mike Batt)
4. What I Miss About You – 3:48 (Katie Melua, Andrea McEwan)
5. Spellbound – 3:00 (Katie Melua)
6. What It Says on the Tin – 3:44 (Mike Batt)
7. Scary Films – 4:02 (Mike Batt)
8. Perfect Circle – 4:01 (Katie Melua, Molly McQueen)
9. Ghost Town – 3:31 (Katie Melua, Andrea McEwan)
10. If You Were a Sailboat – 4:02 (Mike Batt)
11. Dirty Dice – 3:39 (Katie Melua, Mike Batt)
12. In My Secret Life – 4:23 (Leonard Cohen, Sharon Robinson)

Bonus track per iTunes
1. Under the Cherry Moon

## Formazione
- Katie Melua - voci e chitarra
- John Parricelli, Steve Donnelly e Chris Spedding - chitarre
- Mike Batt - pianoforte ed organo
- Tim Harries - basso
- Ray Cooper - percussioni
- Rob Ferrer - percussioni aggiuntive
- Dominic Glover - tromba solista
- The Irish Film Orchestra - archi e flauto
- Mike Batt - direttore